# Chartrier-Ferrière
Chartrier-Ferrière település Franciaországban, Corrèze megyében. Lakosainak száma 377 fő (2022. január 1.). Chartrier-Ferrière Chasteaux, Estivals, Nespouls, Saint-Cernin-de-Larche, Les Coteaux Périgourdins és Nadaillac községekkel határos.

## Népesség
A település népességének változása:
| Lakosok száma | 223  | 265  | 272  | 329  | 350  | 366  | 369  | 364  | 361  | 377  |
|               | 1968 | 1982 | 1990 | 2006 | 2013 | 2015 | 2017 | 2019 | 2020 | 2022 |